# Noemuti (plaats)
Noemuti is een bestuurslaag in het regentschap Timor Tengah Utara van de provincie Oost-Nusa Tenggara, Indonesië. Noemuti telt 633 inwoners (volkstelling 2010).